# جيمس بيردسال
جيمس بيردسال هو محامي وقاضي وسياسي أمريكي، ولد في 1783 في نيويورك في الولايات المتحدة، وتوفي في 20 يوليو 1856 في فلينت في الولايات المتحدة. نشط حزبياً في الحزب الجمهوري الديمقراطي. وقد انتخب عضو جمعية ولاية نيويورك ‏ وانتخب عضو مجلس النواب الأمريكي ‏.